# The One (Shakira)
The One is de vierde single die door de Colombiaanse popster Shakira geschreven werd voor haar Engelstalige doorbraakalbum van 2001, Laundry Service.

## Informatie
Haar album Laundry Service waar onder andere The One opstaat, bevat vooral nummers over haar vriend Antonio de la Rua. In 2000 kreeg het stel wat waardoor vooral in Argentinië rellen losbraken. Op dat moment was er nog onenigheid tussen Colombia en Argentinië.

## Tracklist
Cd-single:
- The One (Glen's mix) (tekst:Shakira, Muziek:Shakira & Glen Ballard) - (03:43)
- Objection (tango) (Afro-Punk versie) (tekst & muziek: Shakira)

Track 1:
- Co-Producer - Lester Mendez
- Re-Mix producer - Glen Ballard

Track 2:
- Producer - Tim Mitchell
- Producer - Shakira
- Executive Producer - Emilio Estefan

Cd-maxi single:
- The One (Glen's mix) (tekst:Shakira, Muziek:Shakira & Glen Ballard) - (03:43)
- The One (Album Version) (tekst:Shakira, Muziek:Shakira & Glen Ballard) - (03:42)
- Whenever, Wherever (Hammad Belly Dance Mix) (tekst: Gloria Estefan, (muziek:Shakira & Tim Mitchell) - (03:46)
- Te Aviso, Te Anuncio (Tango) (Gigidagostinotangoremix) (tekst & muziek: Shakira) (remix: Gigi d'Agostino) - (06:10)

## Hitparades
Nederlandse Top 40
| Hitnotering: 29-03-2003 t/m 26-04-2003 | Hitnotering: 29-03-2003 t/m 26-04-2003 | Hitnotering: 29-03-2003 t/m 26-04-2003 | Hitnotering: 29-03-2003 t/m 26-04-2003 | Hitnotering: 29-03-2003 t/m 26-04-2003 | Hitnotering: 29-03-2003 t/m 26-04-2003 | Hitnotering: 29-03-2003 t/m 26-04-2003 |
| Week:                                  | 1                                      | 2                                      | 3                                      | 4                                      | 5                                      | 6                                      |
| -------------------------------------- | -------------------------------------- | -------------------------------------- | -------------------------------------- | -------------------------------------- | -------------------------------------- | -------------------------------------- |
| Positie:                               | 26                                     | 26                                     | 28                                     | 38                                     | 40                                     | uit                                    |

Single Top 100
| Positie: | 88 | 41 | 31 | 37 | 42 | 43 | 48 | 58 | 69 | 77 | uit |

Ultratop 50 Singles (Vlaanderen)
| Positie: | 47 | 35 | 30 | 27 | 21 | 25 | 29 | 31 | 35 | 43 | uit |